# كأس الأمير 1985–86
أقيمت بطولة كأس الأمير الخامسة والعشرون في موسم 1985/1986، وشارك في تلك البطولة جميع الأندية، وقد أقيمت البطولة لأول مرة بطريقة المجموعات، حيث قسمت الفرق إلى مجموعتين.

## المجموعة الأولى
- نادي كاظمة
- نادي الفحيحيل
- نادي العربي الكويتي
- نادي التضامن الكويتي
- نادي الساحل الكويتي
- نادي الشباب الكويتي
- نادي الصليبيخات

## المجموعة الثانية
- نادي القادسية الكويتي
- نادي الجهراء
- نادي الكويت
- نادي السالمية
- نادي اليرموك
- نادي خيطان
- نادي النصر الكويتي

## الدور التمهيدي
المجموعة الأولى
- نادي كاظمة × نادي الفحيحيل (2:2)
- نادي العربي الكويتي × نادي التضامن الكويتي (0:2)
- نادي الساحل الكويتي × نادي الشباب الكويتي (0:1)
- نادي كاظمة × نادي الصليبيخات (0:5)
- نادي الفحيحيل × نادي العربي الكويتي (1:2)
- نادي التضامن الكويتي × نادي الساحل الكويتي (0:7)
- نادي التضامن الكويتي × نادي الفحيحيل (0:0)
- نادي الساحل الكويتي × نادي الصليبيخات (2:3)
- نادي كاظمة × نادي العربي الكويتي (2:3)
- نادي كاظمة × نادي التضامن الكويتي (0:1)
- نادي الفحيحيل × نادي الساحل الكويتي (2:2)
- نادي العربي الكويتي × نادي الشباب الكويتي (0:3)
- نادي كاظمة × نادي الشباب الكويتي (1:2)
- نادي الفحيحيل × نادي الصليبيخات (0:1)
- نادي العربي الكويتي × نادي الساحل الكويتي (1:2)
- نادي العربي الكويتي × نادي الصليبيخات (0:2)
- نادي كاظمة × نادي الساحل الكويتي (1:2)
- نادي الفحيحيل × نادي الشباب الكويتي (0:7)
- نادي التضامن الكويتي × نادي الصليبيخات (0:5)
- نادي التضامن الكويتي × نادي الشباب الكويتي (2:1)
- نادي الصليبيخات × نادي الشباب الكويتي (3:2)

المجموعة الثانية
- نادي الكويت × نادي القادسية الكويتي (0:2)
- نادي الجهراء × نادي السالمية (0:1)
- نادي النصر الكويتي × نادي خيطان (2:2)
- نادي اليرموك × نادي النصر الكويتي (0:1)
- نادي القادسية الكويتي × نادي السالمية (1:2)
- نادي الكويت × نادي الجهراء (0:0)
- نادي الكويت × نادي السالمية (1:1)
- نادي القادسية الكويتي × نادي الجهراء (0:0)
- نادي خيطان × نادي اليرموك (0:3)
- نادي القادسية الكويتي × نادي خيطان (0:5)
- نادي الكويت × نادي النصر الكويتي (0:0)
- نادي القادسية الكويتي × نادي النصر الكويتي (1:2)
- نادي الكويت × نادي خيطان (0:6)
- نادي الجهراء × نادي اليرموك (2:4)
- نادي الكويت × نادي اليرموك (2:3)
- نادي الجهراء × نادي النصر الكويتي (2:2)
- نادي القادسية الكويتي × نادي اليرموك (0:4)
- نادي السالمية × نادي النصر الكويتي (1:6)
- نادي السالمية × نادي خيطان (1:2)

## الدور النصف نهائي
- نادي كاظمة × نادي القادسية الكويتي (1:3)
- نادي الفحيحيل × نادي الجهراء (0:1)

## مباراة تحديد المركزين الثالث والرابع
- نادي القادسية الكويتي × نادي الجهراء (1:3)

## النهائي
- نادي الفحيحيل × نادي كاظمة (0:3)

سجل أهداف الفحيحيل :
- عبد العزيز الهاجري
- أمير سراج
- حمد حربي

## هداف البطولة
- نواف جديد (الجهراء) 8 أهداف.